# یواس‌اس تاراوا (سی‌وی-۴۰)
یواس‌اس تاراوا (سی‌وی-۴۰) (به انگلیسی: USS Tarawa (CV-40)) یک کشتی بود که طول آن As built:
۸۸۸ فوت (۲۷۱ متر) overall بود. این کشتی در سال ۱۹۴۵ ساخته شد.